# L’Angelo della Città

L’Angelo della Città (1948); Bronze, Höhe 172 cm. Palazzo Venier dei Leoni, Venedig

L’Angelo della Città (deutsch Der Engel der Stadt) ist der Titel einer Bronzeplastik des italienischen Künstlers Marino Marini (1901–1980) von 1948. Die Skulptur befindet sich vor dem Eingang zum Palazzo Venier dei Leoni auf der Wasserseite zum Canal Grande in Venedig. Sie wurde beim Publikum berühmt durch die Memoiren ihrer Besitzerin Peggy Guggenheim (1898–1979), deren Kunstsammlung als Peggy Guggenheim Collection seit 1980 im Palazzo zugänglich ist.

## Beschreibung
Eine rundliche Figur, bis auf die Andeutung von Brustlinie und Rippenbogen in den Körperformen stark abstrahiert, sitzt auf einem Pferd, das unbewegt auf den vier Beinen steht und den Kopf mit angelegten Ohren und geöffnetem Maul am langen Hals geradeaus reckt. Der Schwanz des Pferdes, bestehend in einem Stummel, ragt dem Hals analog aus dem Hinterteil. Der Reiter hat die Arme seitlich ausgebreitet; Beine und Füße hält er gestreckt und vom Pferderumpf abgespreizt. Der kugelige Kopf ohne Hals ist in den Nacken gelegt, die angedeutete Nase weist in den Himmel. In der Körpermitte erhebt sich sein Phallus.

## Einordnung

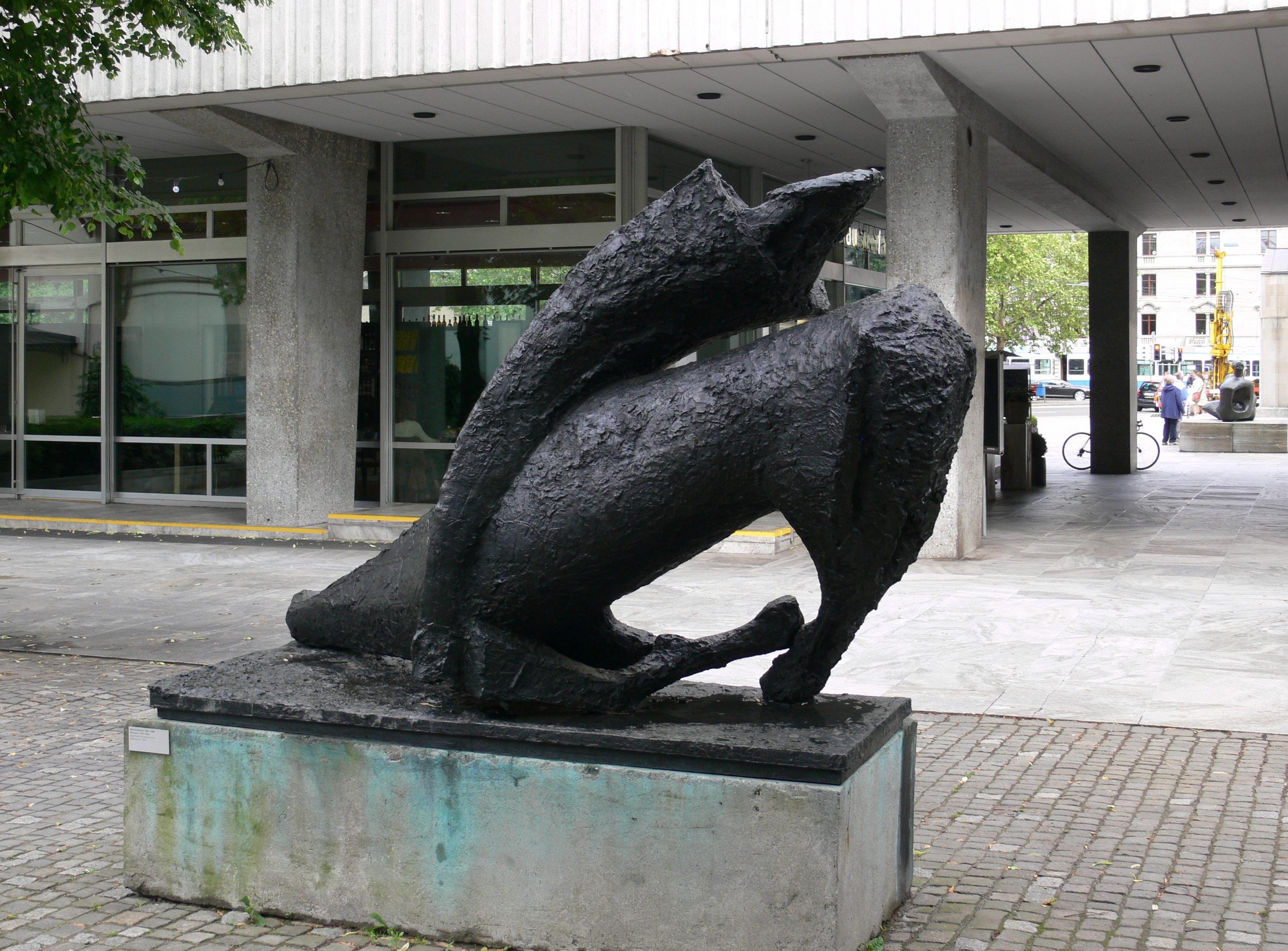
Ross und Reiter stürzen: Marino Marini, Miracolo (1959/60); vor dem Kunsthaus Zürich

Marino Marini beschäftigte sich seit 1936 mit dem Thema von Pferd und Reiter. Die ersten Figuren zeigten vergleichsweise schmale, schlanke Proportionen und befanden sich in ruhigen, ausgeglichenen Positionen. Ab 1937 wandelte Marini das Sujet und zeigte das sich bäumende Pferd und den gestikulierenden Reiter. Ab 1940 wurden die Formen zunehmend vereinfachter und archaischer mit dem Ergebnis des Engels der Stadt, der – so Thomas M. Messer, Direktor der Solomon R. Guggenheim Foundation, 1983 – die charakteristischen Merkmale der Arbeiten Marinis aus diese Periode aufweise: den Ausdruck von Verlangen und der dessen fordernde Stärke begleitenden sexuellen Kraft. In den 1950er Jahren zeigte Marini Pferd und Reiter im Sturz in verschiedenen Variationen und schuf damit, so wiederum der Interpret Messer, ein von Zukunftsangst geprägtes apokalyptisches Bild des Kontrollverlusts.

## Ankauf und erste Präsentation
Peggy Guggenheim erwarb den Angelo della Città 1949 in Marino Marinis Atelier in Mailand. Der Künstler ließ einen Guss für sie anfertigen. Sie ließ die Bronzeskulptur im Hof ihres soeben für sich und ihre Kunstsammlung erworbenen Palazzo am Canal Grande in Venedig aufstellen. Im Herbst des Jahres zeigte sie den Angelo im Rahmen einer Ausstellung moderner Plastik, bei der im Garten ihres Palazzo neben einigen Leihgaben vor allem Werke aus ihrer Kollektion von Hans Arp, Constantin Brâncuși, Alexander Calder, Alberto Giacometti, Jacques Lipchitz, Henry Moore, Antoine Pevsner und David Hare zu sehen waren.

## Rezeption
Populär wurde die Skulptur durch ihre Schilderung in Guggenheims Memoiren. So berichtet Peggy Guggenheim, dass Marini den Phallus als Einzelteil habe gießen lassen, das man „nach Belieben“ habe „an- und abschrauben“ können. Sie habe heimlich aus dem Fenster geschaut, um die Reaktionen von Besuchern zu beobachten. An Feiertagen, wenn die Nonnen im Motorboot auf dem Canal Grande in Richtung Santa Maria della Salute vorbeizufahren pflegten, habe sie das Stück abgeschraubt, ebenso in der Regel bei „besonders spießige[n] Besucher[n]“. Guggenheim erzählt zudem von dem sich rasch in Venedig verbreitenden Gerücht, sie habe verschiedene Phalli in diversen Größen zum An- und Abschrauben besessen und diese „nach Bedarf und Gelegenheit zur Schau“ gestellt. Seit der Öffnung von Peggy Guggenheims Kunstsammlung für das Publikum im Jahr 1980 prüfen Besucher der Peggy Guggenheim Collection in Venedig bis heute gelegentlich die Beweglichkeit des fest verschweißten bronzenen Körperteils.
In ihren Memoiren nannte Peggy Guggenheim die Skulptur „the Angel of the Citadel“ (Engel der Zitadelle); unter diesem Titel erschien Marinis Werk 1983 im offiziellen Katalog der Solomon R. Guggenheim Foundation und wird so auch gelegentlich in der englischsprachigen Literatur geführt. Ein Engel der Stadt, angelo della città, ist eine Metapher für die Inspiration oder den Schutz eines Ortes, repräsentiert durch die Individuen, die ihn bewohnen. Guggenheim assoziierte damit die Zitadelle, englisch: citadel, in einer lautlichen Umkehrung des italienischen Titels della città. The Getty Trust verzeichnete 2006 für einen Guss des Werks in seiner Sammlung neben den Titeln Angel of the Citadel und Town’s Guardian Angel noch einen dritten: Horse and Rider. Der Skulptur des Getty fehlt jedoch der Phallus.